# Avez-vous déjà vu ..?
Avez-vous déjà vu ..? est une série télévisée d'animation française de format shortcom en 150 capsules de 45 secondes, créée et réalisée par Pierre-Alain Bloch, produite par la société Chez Wam, animée par le studio Normaal et dont la narration est assurée par Alain Chabat.
Elle est diffusée du 30 janvier au 15 septembre 2006 sur M6.

## Synopsis
Durant 45 secondes environ, le téléspectateur découvre un personnage inhabituel, ou des situations impossibles.
Chaque épisode est constitué de la manière suivante :
- un court générique ;
- une saynète de cinq secondes qui présente les faits ;
- le titre de l'épisode (qui forme avec le générique une phrase interrogative) ;
- la partie centrale ;
- le Maintenant, oui. qui clôt l'épisode avec un son le reprenant.

## Distribution des voix
- Alain Chabat : le narrateur, Poppi, Jean-Jean, Super Arbre, L'Homme Invisible et autres voix additionnelles
- Fabien Vehlmann : la Fée Fagot
- François Jérosme : voix additionnelle masculine
- Marie Vincent : voix additionnelle féminine
- Ludovic Pinette : voix additionnelle masculine
- Christophe Brault : voix additionnelle masculine
- Karine Lyachenko : voix additionnelle féminine

## Personnages récurrents
- Poppi, chien se retrouvant dans des rôles divers (acteur, chanteur, imitateur, etc.), bien que capable uniquement d'aboyer ;
- Les Toupoutous sont des êtres bleus ou roses vivant dans les nuages. Ils ne savent prononcer que les syllabes Tou-pou-tous sur une musique innocente. Leurs aventures ne le sont pourtant pas toujours ;
- La fée Fagot donne vie à tous les objets en bois (notamment à Pinocchio). Ses aventures commencent par un karaoké la présentant en musique ; puis elle réalise des vœux, avec une certaine maladresse. Cette fée est une parodie de la Fée bleue, qui donne la vie à Pinocchio dans le film Disney du même nom. La fée Fagot est doublée par le scénariste de bande dessinée Fabien Vehlmann.
- Jean-Jean, une chip qui aime se déguiser ;
- L'Homme invisible qui boit un peu trop lorsqu'il fait la fête ;
- Toto, qui adore les blagues puériles ;
- Grodzilla (parodie de Godzilla), gigantesque monstre apparaissant dans diverses situations, faisant trembler le sol et criant « Grodzilla ! » ;
- Super-Arbre, qui, comme Clark Kent, mène une double-vie ;
- L'œuf qui apparaît dans diverses situations, comme la torture, le reportage, ou même l'assassinat ;
- Les escargots qui tournent toujours autour d'objets ronds ;
- Les organes internes  d'un corps humain (cœur, poumon, etc.) dans leur vie quotidienne ;
- Des frères Jumeaux dans diverses situations ;
- Les X qui veulent devenir Y (exemple : une poule qui veut devenir un éléphant) ;
- La marmotte  qui ne veut ou ne peut pas dormir.

## Épisodes
Liste des épisodes classés par ordre alphabétique 
1. Cendrillon qui prend l'avion
2. Des ballerines de traîneau
3. Des cow-boys pharmaciens
4. Des escargots qui envahissent le monde
5. Des escargots qui jouent à la pétanque
6. Des escargots qui jouent au foot
7. Des escargots qui se la donnent
8. Des gouttes d'eau sur la route des vacances
9. Des huîtres intergalactiques
10. Des jumeaux chez le chirurgien esthétique
11. Des jumeaux qui veulent devenir siamois
12. Des lapins naufragés sur une île déserte
13. Des légumes à la fête foraine
14. Des maisons qui jouent à qui crache le plus loin
15. Des moutons qui organisent un pique-nique
16. Des organes qui accueillent un nouveau venu
17. Des organes qui jouent à cache-cache
18. Des organes qui préparent une fête
19. Des oursins qui font des ombres chinoises
20. Des poissons en discothèque
21. Des portes pipelettes
22. Des poussins choristes
23. Des putois dans un ascenseur
24. Deux aspirateurs qui dînent chez Pietro
25. Du papier toilette invité chez ses futurs beaux-parents
26. Grodzilla à la mer
27. Grodzilla à la neige
28. Grodzilla écrivain
29. La cérémonie des ONCNS d'or
30. La chasse aux bonzhommes de neige
31. La fée Fagot dans un magasin de meubles
32. La fée Fagot et le miracle de la vie
33. La fée Fagot qui a oublié ses lunettes
34. La fée Fagot qui casse ses lunettes
35. La guerre des nez
36. La lune de miel d'un torchon et d'une serviette
37. La mort qui achète des corn-flakes
38. L'amour impossible de Super-Arbre
39. Le fameux Cirque Patatras
40. Le génie de la ratatouille
41. Le lendemain de réveillon de l'homme invisible
42. Le lutin du téléphone portable
43. Le plus petit zoo du monde
44. Le réveillon de l'homme invisible
45. Le yéti du Loch Ness, le caméléon des Baskerville, l'abominable homme des postes
46. L'ennemi juré de Super-Arbre
47. Les prédictions de Nostradamus des cavernes
48. L'homme invisible qui avale de travers
49. L'homme invisible ventriloque
50. L'infarctus d'un mauvais acteur
51. Momies, la comédie musicale
52. Nuf-Nuf à l'école des charcutiers
53. Poppi le négociateur
54. Poppi qui enregistre son nouvel album
55. Poppi qui fait de la radio
56. Poppi qui imite un chat
57. Poppi qui imite un vieux tacot
58. Poppi qui joue Hamlet au Royal Shakespeare Theatre
59. Poppi qui témoigne à la barre
60. Super-Arbre, le super-héros des arbres
61. Super-Gland, le super compagnon de Super-Arbre
62. Super-Roi, le super-héros des rois
63. Toto qui écrit un scénario
64. Toto qui explique la vie des mouches
65. Toto qui fait le guide dans les grottes de Lascaux
66. Toto qui passe le casting de La Nouvelle Idole
67. Toto qui présente la météo
68. Toto qui soutient sa thèse de médecine
69. Un alien du troisième âge
70. Un ange-grenouille
71. Un ballon au Far West
72. Un boys-band de poussins
73. Un canard qui zappe
74. Un car de touristes sur Mars
75. Un cascadeur de documentaires animaliers
76. Un chanteur de berceuse Heavy Metal
77. Un chanteur de ruche
78. Un chauffeur de taxi extra-terrestre
79. Un clip de rap bigouden
80. Un clown avocat
81. Un cours d'humour terrien
82. Un crime pas parfait du tout
83. Un crime passionnel au pays des Toupoutous
84. Un dîner Chez Mandale
85. Un éléphant avec un nez
86. Un film de cape et d'épée de mouches
87. Un film d'horreur de bonbons
88. Un film historique du futur
89. Un homme avec des bras-carottes
90. Un homme-orchestre philharmonique
91. Un imposteur au pays des Toupoutous
92. Un loup qui épouse une brebis
93. Un magasin de bruits
94. Un magasin de visages
95. Un manteau d'abeilles
96. Un mec qui rit tout le temps
97. Un mec qui se plaint tout le temps
98. Un monstre avec plein de bras qui fait une blague à un monstre avec plein de z'yeux
99. Un nouveau venu au pays des Toupoutous
100. Un œuf qui veut devenir une poule
101. Un œuf serial killer
102. Un ours gonflable
103. Un piano chez le dentiste
104. Un pipeau adopté par des violons
105. Un pirate qui passe son permis-pirate et puis rate
106. Un poisson à gages
107. Un pompier alpiniste
108. Un poussin qui rend visite à sa grand-mère
109. Un rendez-vous de squelettes
110. Un serpent avec des bras
111. Un service téléphonique de vœux
112. Un spectacle de mime de l'homme invisible
113. Un taureau qui veut devenir un escargot
114. Un téléphone temporel
115. Un type qui a le hoquet-garou
116. Un vaudeville du futur
117. Un vétérinaire d'insectes
118. Un vieux maître magnétophone
119. Un yaourt qui chante des airs d'opéra
120. Une animalerie du futur
121. Une armée de sucres
122. Une aventure de Super-Jumeaux
123. Une chip de guerre
124. Une chip en slip
125. Une chip en string
126. Une chip masquée
127. Une consonne qui veut devenir une voyelle
128. Une dame de compagnie du futur
129. Une évasion de raviolis
130. Une famille d'allumettes
131. Une fanfare dans un champ de mines
132. Une fée qui se prépare pour un rendez-vous amoureux
133. Une girafe avec un collier
134. Une girafe qui passe son permis-pingouin
135. Une grenade avec un petit chignon
136. Une grosse feignasse de fée
137. Une machine à laver possédée par le démon
138. Une marmotte insomniaque
139. Une marmotte parano
140. Une patate qui va chez le coiffeur
141. Une poule de course
142. Une poule qui veut devenir un éléphant
143. Une poule très très riche
144. Une recette de cuisine dans l'espace
145. Une soirée entre aliens
146. Une tortue qui se fait cambrioler
147. Une torture d'œuf
148. Une vache de guerre
149. Une voiture à cornichons
150. Zombie est servi